# Златко Гасанбегович
Зла́тко Гасанбе́гович (хорв. Zlatko Hasanbegović; нар. 14 червня 1973, Загреб, Хорватія) — хорватський історик, міністр культури Хорватії у правоцентристському уряді Тихомира Орешковича.

## Життєпис

### Ранні роки та освіта
Народився 14 червня 1973 року в Загребі. Його дід Сабрія Прохич був багатим торговцем із Грачаниці, що в сусідній Боснії та Герцеговині, який 1942 року переїхав у столицю Хорватії Загреб. Прохич мав багато власності на вулицях Ілиця і Франкопанська, а також у столичних районах Сребрняк і Пантовчак. До Прохича погано поставилися як усташі, так і югославські партизани. В 1946 році комуністичний режим засудив Сабрію Прохича до страти.
У Загребі Гасанбегович закінчив початкову школу і гімназію, після чого вступив на факультет гуманітарних і соціальних наук Загребського університету, де одержав диплом історика. На цьому самому факультеті в 2009 році захистив докторську дисертацію з історії під науковим керівництвом Іво Голдштайна.

### Діяльність
Гасанбегович працює науковим співробітником Інституту суспільних наук імені Іво Пілара. Він — редактор науково-професійного журналу «Пілар», член виконкому меджлісу загребської мусульманської громади, голова Наглядової ради Почесної Бляйбурзької чоти — організації, яка є головним організатором увічнення пам'яті про Бляйбурзьку різанину, та співробітник різних ініціативних груп з визначення жертв комуністичного терору. Предметом його наукових зацікавлень є ставлення сучасної хорватської національної ідеології, зокрема Партії права та її сучасних відгалужень, до мусульман Боснії і Герцеговини протягом XIX і XX століть. Гасанбегович досліджував мусульманську складову хорватської міщанської культури до 1945 року та політично-партійні і релігійно-етнічні відносини у Боснії і Герцеговині від австро-угорського правління у Боснії і Герцеговині з 1878 до захоплення влади комуністами в 1940-х роках.
22 січня 2016 року новий прем'єр-міністр Тихомир Орешкович призначив Гасанбеговича міністром культури. У травні 2016 той підписав угоду про співпрацю з угорським міністром Золтаном Балогом. На 17-му передвиборному з'їзді ХДС Гасанбегович був обраний до складу президії ХДС, отримавши більшість голосів.
На дострокових парламентських виборах 2016 року Гасанбеговича обрано депутатом парламенту від ХДС. Після цього новообраний голова ХДС Андрей Пленкович сформував новий уряд, де новим міністром культури захотів бачити Ніну Обулєн Коржинек, а не Гасанбеговича, щодо якого він висловив своє невдоволення.
У травні 2017 року Гасанбегович вирішив узяти участь у місцевих виборах у Загребі по незалежному списку Бруни Есіх, яка протистояла офіційному кандидату від ХДС. Він також розкритикував лідера ХДС Андрея Пленковича, сказавши, що його шлях «хибний і веде до моральної трясовини». Незабаром ХДС оголосила про виключення Гасанбеговича з партії. Незалежний список набрав на місцевих виборах 8,23 % голосів, а Гасанбегович став депутатом міської скупщини Загреба. Після виборів Гасанбегович та Есіх утворили нову політичну партію — «Незалежні за Хорватію». Нова партія сформувала у скупщині більшість із чинним мером Міланом Бандичем за умови, що назву загребської площі Маршала Тіто буде змінено на «площу Республіки Хорватія».
2019 року, після розколу з Есіх, Гасанбегович став головою новоствореної політичної партії «Блок за Хорватію».

## Погляди
Гасанбегович — єдиний в уряді мусульманин. Він — прихильник теорії, яка розглядає слов'ян-мусульман Боснії і Герцеговини як ісламізованих хорватів. Відомий своєю позицією на захист людського життя, активно обстоює заборону абортів. Заявами про те, що католицька церква — єдиний державотворчий інститут хорватського народу, спонукав лівих спробувати заблокувати його призначення міністром. Златко відомий також ідеєю, що автохтонні мусульманські громади Європи мають бути союзниками католиків в обороні традиційних цінностей.
В юності він був членом ультраправої Хорватської чистої партії права, а в 2015 році вступив у правоцентристський Хорватський демократичний союз. 8 травня 2015 під час шоу «Otvoreno» Хорватського радіотелебачення Гасанбегович заявив, що в основі хорватської конституції не антифашизм. «Хорватська війна за незалежність — єдина війна у XX столітті, з якої хорвати вийшли справжніми переможцями, та єдина основа, на якій потрібно будувати Хорватію. Привиди і гобліни минулого спричинятимуть постійний розбрат і нескінченні дебати. Антифашизм це не основа Хорватії, а банальність, яка не має жодних підстав у конституційному тексті, не згадуючись ніде.» Заступник спікера парламенту і професор конституційного права Роберт Подольняк від правлячої партії Міст незалежних списків, серед багатьох інших, заявив, що антифашизм — це справді основа Конституції Хорватії. Гасанбегович сказав, що його зауваження про антифашизм були пов'язані з тоталітарною спадщиною Соціалістичної Федеративної Республіки Югославії та тітоїзмом: «Всі, хто зловживає поняттям антифашизму, яке може бути хистким, як це добре відомо історикам, знають, що цьому поняттю можуть приписуватися різні значення. Сталін, Тіто, Пол Пот, а також генерал США Паттон були антифашистами. Всім відомо, що це були різні люди. Ми не говоримо про абстрактний антифашизм, а про конкретну югославську комуністичну тоталітарну спадщину.»

Коли 22 січня 2016 року Гасанбеговича було призначено міністром культури, частина широкого загалу, здебільшого працівники культури, висловили невдоволення головним чином через його коментарі про антифашизм та відсутність у нього досвіду в управлінні культури. Громадянська ініціатива «Платформа 112» у день обрання нового уряду провела перед парламентом акцію протесту, закликаючи депутатів парламенту голосувати проти Кабінету Тихомира Орешковича через Гасанбеговича. Інші, такі як Хорватський Гельсінський комітет, відхилили звинувачення проти нового міністра як безпідставні. Гасанбегович сказав, що протест не опирався ні на які факти, а базувався на вибірковому використанні його різних заяв. Він також заперечував, що коли-небудь був членом Хорватського визвольного руху, заснованого фашистським диктатором часів Другої світової війни Анте Павеличем.
Ставши міністром культури, Гасанбегович заявив, що не потрібно продовжувати державне фінансування будь-яких некомерційних ЗМІ. Міжнародна та Європейська федерації журналістів солідаризувалися зі своїми філіями у Хорватії — Спілкою хорватських журналістів і Профспілкою хорватських журналістів (Sinoh), які засудили це рішення, а також розпуск Гасанбеговичем наприкінці свого строку повноважень Експертного комітету з питань неприбуткових ЗМІ.
За новим бюджетом на 2016 рік, уряд Хорватії припинив фінансування певних культурних проєктів і некомерційних ЗМІ, яке Гасанбегович назвав «вибитими грошима», додавши, що гроші платників податків більше не будуть розподілятися непрозорим чином ні для лівих, ні для правих ЗМІ.

## Публікації
- Muslims in Zagreb, 1878—1945; Doba utemeljenja, Medžlis Islamske zajednice u Zagrebu-Institut društvenih znanosti Ivo Pilar, Zagreb, 2007.
- Yugoslavian Muslim Organisation 1929—1941 (In War and Revolution 1941—1945); Bošnjačka nacionalna zajednica za Grad Zagreb i Zagrebačku županiju-Institut društvenih znanosti Ivo Pilar-Medžlis Islamske zajednice u Zagrebu, Zagreb, 2012.